# Ettore Lapadula
Pour les articles homonymes, voir Lapadula.
 (juillet 2024).
La mise en forme du texte ne suit pas les recommandations de Wikipédia : il faut le « wikifier ».
Les points d'amélioration suivants sont les cas les plus fréquents. Le détail des points à revoir est peut-être précisé sur la page de discussion.
- Les titres sont pré-formatés par le logiciel. Ils ne sont ni en capitales, ni en gras.
- Le texte ne doit pas être écrit en capitales (les noms de famille non plus), ni en gras, ni en italique, ni en « petit »…
- Le gras n'est utilisé que pour surligner le titre de l'article dans l'introduction, une seule fois.
- L'italique est rarement utilisé : mots en langue étrangère, titres d'œuvres, noms de bateaux, etc.
- Les citations ne sont pas en italique mais en corps de texte normal. Elles sont entourées par des guillemets français : « et ».
- Les listes à puces sont à éviter, des paragraphes rédigés étant largement préférés. Les tableaux sont à réserver à la présentation de données structurées (résultats, etc.).
- Les appels de note de bas de page (petits chiffres en exposant, introduits par l'outil «  Source ») sont à placer entre la fin de phrase et le point final[comme ça].
- Les liens internes (vers d'autres articles de Wikipédia) sont à choisir avec parcimonie. Créez des liens vers des articles approfondissant le sujet. Les termes génériques sans rapport avec le sujet sont à éviter, ainsi que les répétitions de liens vers un même terme.
- Les liens externes sont à placer uniquement dans une section « Liens externes », à la fin de l'article. Ces liens sont à choisir avec parcimonie suivant les règles définies. Si un lien sert de source à l'article, son insertion dans le texte est à faire par les notes de bas de page.
- La présentation des références doit suivre les conventions bibliographiques. Il est recommandé d'utiliser les modèles {{Ouvrage}}, {{Chapitre}}, {{Article}}, {{Lien web}} et/ou {{Bibliographie}}. Le mode d'édition visuel peut mettre en forme automatiquement les références.
- Insérer une infobox (cadre d'informations à droite) n'est pas obligatoire pour parachever la mise en page.

Pour une aide détaillée, merci de consulter Aide:Wikification.
Si vous pensez que ces points ont été résolus, vous pouvez retirer ce bandeau et améliorer la mise en forme d'un autre article.
 (juillet 2024).
Ettore Luigi Lapadula, né le 21 octobre 1919 et décédé le 21 juin 1974, a été un médecin et critique d’art italien. Inventeur de l’« attelle Lapadula » pour le traitement de la scoliose, il a une notoriété en physiothérapie appliquée à l'orthopédie.

## Biographie

### Etudes
Après avoir obtenu une maîtrise à l'Institut Royal Gelasio Gaetani en 1938, il poursuit ses études d'éducation physique  de 1938 à1941 assorti d'un diplôme en sciences de préparation de la jeunesse et en éducation physique. Il participe à la Seconde Guerre mondiale à partir de 1941, avec le grade de sous-lieutenant d'infanterie, comme professeur d'éducation physique et sur un territoire déclaré zone de guerre.

### Carrière professionnelle
En 1945, au lendemain de la second guerre mondiale, il continue les cours en médecine à l'Université de Rome La Sapienza en se spécialisant en chirurgie et orthopédie, ce qui lui permit de devenir l'assistant de Giacomo Giangrasso à la clinique Giuseppe Bastianelli de Rome. Cependant, Ettore a continué à exercer son métier d'enseignant en éducation physique à l' École d'Art Ripetta de Rome tout en étudiant  les applications des sciences de la motricité et du sport à l'orthopédie et à la médecine du sport .
Il ouvre un cabinet médical  spécialisé dans le traitement de la scoliose  et de la cyphose où il traite des patients avec une série d'exercices physiques spécialement programmés et une séquence d'appareils orthopédiques qui accompagnaient la résolution de la maladie.
Dans sa profession, il s'est créé un notoriété internationale en participant à des conférences médicales en Italie et en Europe, et son appareil ''attelle Lapadula'' utilisé aujourd'hui dans le traitement de pathologies particulières fait l'objet d'études de spécialistes et de recherches.

### Carrière artistique
Avec ses frères Ernesto et Attilio, il fréquentait les ateliers des artistes de l'école romaine et d'autres endroits à Rome en nouant des relations avec des peintres, sculpteurs, architectes, poètes, philosophes et hommes de lettres. Il commence ainsi à écrire, en tant que journaliste indépendant, des essais de critique artistique dans certains journaux romains et des présentations des œuvres de peintres et sculpteurs dans les catalogues de leurs expositions . En reconnaissance de son engagement culturel et scientifique envers la ville de Rome, il est désigné membre du Groupe des Romanistes .

### Vie privée et familiale
En 1962, il épouse la joueuse de tennis anglaise Susan Ann Forer.

## Hommages
En 2009, la Commission Consultative de Toponymie de la municipalité de Rome a consacré son nom à une rue pour son activité médicale . En 2018, l'administration municipale de Pisticci a dédié une loggia de la ville aux frères Ernesto, Attilio et Ettore Lapadula.

## Publications
- Notions d'éducation physique, dans Education Physique Sport Scolaire, N°1 Janvier, An I 1950.
- Notions d'éducation physique : Le corps humain dans ses divisions fondamentales, dans École d'éducation physique et sportive, N°2 février, an I 1950.
- Adénoïdisme et notions d'éducation physique : La colonne vertébrale (partie I), dans Ecole d'éducation physique et sportive, N°3 mars, An I 1950.
- Anomalies du pied et notions d'éducation physique : La colonne vertébrale (partie II), dans Éducation Physique Sportive Scolaire, N° 4 avril, An I 1950.
- Lésions traumatiques du pied, à l'École d'Éducation Physique Sportive, N°5 mai, An I 1950.
- Vagosthénie et sympathosthénie dans la pratique sportive, à l' Ecole d'Éducation Physique Sportive, N° 8-9 août-septembre, An I 1950.
- Lésions traumatiques du genou, à l'École d'Éducation Physique Sportive, N°10-11 octobre-novembre, année I 1950.

### Critique d'art
- Benedetto da Subiaco, exposition personnelle de Benedetto Tozzi à la galerie Fontanella, à Alfabeto. Revue bimensuelle des arts, des sciences et des lettres, An IX, numéro 23, 1er-15 décembre 1953.
- Présentation dans le catalogue de l'exposition Armiro Yaria, Galleria delle Carrozze Ed. , Rome 1955.
- Gian Berto Vanni, dans Alphabet. Revue bimensuelle des arts, des sciences et des lettres, An XI, numéro 1, 1er-15 janvier 1955.
- VII Quadriennale de Rome . Quadriennale nationale d'art de Rome, dans Alphabeto. Revue bimensuelle des arts, des sciences et des lettres, An XII numéro 1-2, 15-31 janvier 1956.
- La peinture de Luigi Montanarini, dans Alphabeto. Revue bimensuelle des arts, des sciences et des lettres, An XII numéro 1-2, 15-31 janvier 1956.
- Présentation dans le catalogue de l'exposition d' Ugo Guidi, Galleria del Vantaggio Ed. , Rome 1956.
- Présentation personnelle d'Adolfo Marchesi, Galleria Stagni Ed. , Rome 1968.